# Властелин колец: Возвращение короля
«Властели́н коле́ц: Возвраще́ние короля́» (англ. The Lord of the Rings: The Return of the King) — приключенческий фильм в жанре эпического фэнтези 2003 года, снятый режиссёром Питером Джексоном по сценарию Фрэн Уолш, Филиппы Бойенс и самого него. Основан на романе 1955 года «Возвращение короля», третьем томе романа Джона Рональда Руэла Толкина «Властелин колец». Продолжение фильма 2002 года «Властелин колец: Две крепости», третья и заключительная часть кинотрилогии «Властелин колец».
В фильме снимались Элайджа Вуд, Иэн Маккеллен, Вигго Мортенсен, Шон Эстин, Джон Рис-Дэвис, Бернард Хилл, Билли Бойд, Доминик Монаган, Орландо Блум, Хьюго Уивинг, Миранда Отто, Дэвид Уэнем, Джон Ноубл, Энди Серкис.
Сюжет продолжает историю предыдущего фильма: хоббиты Фродо и Сэм проникают в Мордор, продвигаясь к Роковой горе, единственное место, где можно уничтожить Кольцо Всевластия, не подозревая об истинных намерениях сопровождающего их Голлума, в то время как Мерри, Пиппин, Гэндальф, Арагорн, Леголас, Гимли и их союзники объединяют силы против Саурона и его орочьих легионов.
Кинокартина производилась американской студией New Line Cinema в родной для Джексона Новой Зеландии одновременно с двумя другими частями трилогии. Премьера состоялась 1 декабря 2003 года в Embassy Theatre в Веллингтоне, а в широкий прокат вышла 17 декабря 2003 года в США и 18 декабря 2003 года в Новой Зеландии. Фильм был высоко оценён как кинокритиками, так и обычными зрителями, которые признали его вехой в кинематографе и жанре фэнтезийных фильмов. Положительно отзывались о многих составляющих, таких как визуальные эффекты, актёрская игра, батальные сцены, режиссура, сценарий, музыкальное сопровождение, дизайн костюмов, эмоциональная глубина сюжета и общий масштаб экранизации.
Фильм собрал в прокате более 1,1 миллиарда долларов по всему миру, став самым кассовым фильмом 2003 года, вторым на момент выхода самым кассовым фильмом всех времён и самым кассовым фильмом, когда-либо выпущенным New Line Cinema.
Как и предыдущие фильмы трилогии, фильм был признан одним из величайших и самых влиятельных фильмов, когда-либо снятых. Фильм получил множество наград; на 76-й церемонии вручения премии «Оскар» он получил все 11 наград, на которые был номинирован, в том числе как «Лучший фильм», повторив рекорд по количеству «Оскаров», установленный фильмами «Бен-Гур» и «Титаник». Трилогия «Властелин колец» также стала второй серией, все фильмы которой получили премию «Оскар» за «Лучшие визуальные эффекты» после оригинальной трилогии «Звёздные войны». Фильм стал первым фэнтезийным фильмом, получившим премию «Оскар» как «Лучший фильм».

## Сюжет
Хоббит Смеагол рыбачит со своим другом Деаголом, который находит в реке Кольцо. Кольцо завладевает разумом Смеагола, и из-за этого он убивает Деагола. Всё более изменяясь физически и развращаясь умственно, он удаляется в Мглистые горы и впоследствии становится известен под именем Голлум.
Столетия спустя, во время Войны Кольца, Гэндальф ведет Арагорна, Леголаса, Гимли и короля Рохана Теодена в Изенгард, где они воссоединяются с Мерри и Пиппином. Гэндальф ведёт диалог с Саруманом, на которого нападает Грима. Леголас стрелой убивает его, но поздно. Раненый Саруман падает с башни и погибает. Из его рукава падает палантир, который забирает Гэндальф. Группа возвращается в Эдорас, чтобы отпраздновать победу в Хельмовой Пади. Ночью Пиппин заглядывает в палантир и видит Саурона и горящее Белое Древо. Гэндальф приходит к выводу, что враг планирует напасть на столицу Гондора, Минас Тирит; он отправляется туда, чтобы предупредить наместника Гондора Дэнетора II. Сопровождающий его Пиппин клянётся в верности Дэнетору, чей ныне покойный наследник Боромир спас ему жизнь; по указанию Гэндальфа Пиппин активирует сигнальные огни, которые призывают Рохан на помощь.
Фродо, который несёт Кольцо, и Сэм продолжают свой путь в Мордор, не подозревая, что Голлум, который теперь является их проводником, планирует предать их и забрать Кольцо себе. Троица становится свидетелем того, как король-чародей Ангмара, сильнейший из девяти назгулов, отправляется в Гондор из крепости Минас Моргул со своей армией орков. Голлум замышляет подставить Сэма, обвинив его в том, что тот съел припасы и захотел заполучить Кольцо; под влиянием растущей силы Кольца Фродо поддаётся обману и приказывает Сэму возвращаться домой. Затем Голлум обманом заставляет Фродо проникнуть в логово гигантской паучихи Шелоб. Фродо чудом удаётся спастись и встретиться лицом к лицу с Голлумом, который после потасовки падает в пропасть. Шелоб обнаруживает, парализует и связывает Фродо, но её ранит и прогоняет вернувшийся Сэм, который, оплакивая смерть Фродо, забирает Кольцо. Сэм осознаёт, что Фродо жив, когда группа орков берёт последнего в плен, но Сэму удаётся спасти его, пока орки, поссорившись из-за мифриловой кольчуги, сражаются между собой. Оказавшись в Мордоре, хоббиты продолжают путь к Роковой горе, своей конечной цели.
Пока король Теоден собирает свою армию, Элронд сообщает Арагорну, что Арвен умирает, отказавшись покинуть Средиземье. Элронд дарит Арагорну меч Андурил, выкованный из обломков меча короля Элендиля, Нарсила, и призывает его заявить права на трон Гондора, наследником которого он является. Вместе с Леголасом и Гимли Арагорн идёт по Тропе Мёртвых и обещает освободить призраков Горцев от их проклятия, если они придут на помощь Гондору. Тем временем Фарамир, который был ранее разбит во время попытки атаковать захвативших Осгилиат орков и отброшен обратно в Минас Тирит Королём-чародеем, получает тяжёлое ранение; полагая, что его сын мёртв, Дэнетор впадает в безумие. Гэндальф собирает защитников, которые дают отпор в том числе и с помощью крепостных требушетов, но огромная армия орков врывается в город, проломив ворота тараном Гронд и убивая всех без разбору. Дэнетор пытается сжечь себя и Фарамира на погребальном костре, но Пиппин предупреждает Гэндальфа, и они спасают Фарамира. Однако пламя случайно охватывает Дэнетора, и он в агонии падает с башни.
Теоден прибывает и ведёт свою армию всадников-рохиррим против орков на битву. Несмотря на первоначальный успех массированной атаки на орды орков, появившиеся харадримы, восседающие на гигантских слоноподобных мумакилах, теснят роханцев, а Король-чародей смертельно ранит Теодена; однако его племянница Эовин убивает назгула с помощью Мерри, тем самым исполняя пророчество, согласно которому Королю-чародею было «суждено пасть не от руки смертного мужа». Теоден умирает на руках у своей племянницы. Затем прибывает Арагорн с армией Мёртвых, которая сметает оставшиеся силы Саурона. Клятва мертвецов оказывается выполненной, и они обретают покой. Арагорн решает выступить в поход на Мордор, чтобы отвлечь Саурона от Фродо, который теперь чрезвычайно слаб, и Сэма; все оставшиеся силы Саурона выступают навстречу отвлекающему манёвру Арагорна, позволив хоббитам добраться до Роковой горы. Фродо удаётся проникнуть в недра вулкана. Там он поддаётся силе Кольца, отказывается бросать его в лаву и надевает его себе на палец. Однако Голлум, переживший своё предыдущее падение, атакует невидимого Фродо, ему удаётся откусить его палец и забрать Кольцо обратно, они борются, прежде чем спотыкаются о выступ и падают с обрыва. Фродо цепляется за скалу, и Сэм вытаскивает его. Голлум падает в лаву вместе с Кольцом. Саурон ощущает уничтожение кольца и погибает. Армия Арагорна одерживает безоговорочную победу, когда её враги проваливаются под землю, а Роковая гора извергается. Фродо и Сэм едва спасаются на одном из островков в окружении лавы.
Гэндальф спасает хоббитов с помощью орлов, и выжившие члены Братства счастливо воссоединяются в Минас Тирите. Арагорн становится королём Гондора и женится на Арвен. Хоббиты возвращаются домой, в Шир, где Сэм женится на Рози Коттон. Четыре года спустя Фродо, всё ещё страдающий от тягот пережитых приключений, пагубного влияния Кольца и нанесённого Королём-чародеем на Заветери ранения, покидает Средиземье и отправляется в Валинор вместе со своим дядей Бильбо, Гэндальфом и эльфами. Он оставляет Сэму Алую книгу, в которой подробно описаны их приключения. Сэм же возвращается в Шир.

## В ролях
- Элайджа Вуд — Фродо Бэггинс
- Вигго Мортенсен — Арагорн
- Шон Эстин — Сэмуайз Гэмджи (Сэм)
- Иэн Маккеллен — Гэндальф Белый
- Орландо Блум — Леголас
- Джон Рис-Дэвис — Гимли
- Энди Серкис — Смеагол/Голлум (образ и голос)
- Доминик Монаган — Мериадок Брендибак (Мерри)
- Билли Бойд — Перегрин Тук (Пиппин)
- Лив Тайлер — Арвен
- Бернард Хилл — Теоден
- Миранда Отто — Эовин
- Карл Урбан — Эомер
- Дэвид Уэнем — Фарамир
- Джон Ноубл — Дэнетор
- Хьюго Уивинг — Элронд
- Иэн Холм — Бильбо Бэггинс
- Кейт Бланшетт — Галадриэль
- Мартон Чокаш — Келеборн
- Сала Бейкер — Саурон (образ)/Орк
- Брюс Хопкинс — Гамлинг
- Пол Норелл — предводитель Мёртвых Горцев
- Лоуренс Мкрао — Король-чародей/Готмог
- Сара Маклеод — Рози Коттон
- Томас Робинс — Деагол, хоббит на празднике в эпилоге
- Элистэр Браунинг — Дамрод
- Джон Бах — Мадрил
- Брюс Филлипс — Гримбольд
- Шон Бин — Боромир(режиссёрская версия)
- Кристофер Ли — Саруман Белый (режиссёрская версия)
- Брэд Дуриф — Грима Червеуст (режиссёрская версия)
- Брюс Спенс — Глашатай Саурона (режиссёрская версия)

### Озвучивание
- Сала Бейкер — Саурон (голос)
- Алан Ховард — Голос Кольца
- Джон Рис-Дэвис — Древобород (голос)
- Энди Серкис — Король-чародей (в роли Лоуренс Макор)
- Крэйг Паркер — Готмог (в роли Лоуренс Макор)

## Информация о кассовых сборах
За 170 дней проката фильм собрал 377 027 325 долларов в США и 742 776 673 долларов в других странах. Общие сборы фильма (1 119 929 521 доллар) позволяли ему занимать второе место в списке самых кассовых фильмов в истории кино до конца января 2010 года. Итоговые сборы фильма с учётом повторных прокатов составляют 1 151 301 082 долларов. По состоянию на июнь 2024 года фильм занимает 29 место среди самых кассовых фильмов в истории кино.

## Отзывы критиков
Фильм получил крайне высокие оценки мировой кинопрессы: на сайте Rotten Tomatoes его рейтинг составляет 95 % на основе 262-х рецензий со средним баллом 8,7 из 10. На сайте Metacritic фильм получил 94 балла из 100 на основе 41 рецензии критиков.
Роджер Эберт из Chicago Sun-Times дал фильму три с половиной звезды из четырёх, назвав его «настолько выдающимся достижением, настолько виртуозным использованием всех инструментов спецэффектов, настолько чистым зрелищем, что им смогут насладиться даже те, кто не видел первые два фильма». Говоря о всей трилогии, Эберт сказал, что восхищается ею «больше как единым целым, чем отдельными её частями», и что «Возвращение короля» назвало «Властелина колец» «произведением смелых амбиций в эпоху кинематографической робости».

## Производство
Трилогия «Властелин Колец» необычна тем, что до выпуска трилогии-приквела «Хоббит», была единственной серией, фильмы которой снимались вместе, а выпущены были по отдельности. Режиссёр Питер Джексон назвал последнюю часть «Возвращение короля» «самой простой» изо всей трилогии, так как в ней, в отличие от двух других фильмов, содержится кульминация всей истории. Съёмки фильма проходили по всей Новой Зеландии, в период с 11 октября 1999 года по 22 декабря 2000 года, часть сцен была переснята в течение шести недель в 2003 году.

## Варианты монтажа
Существуют два варианта монтажа:
- прокатная версия, показанная в кинотеатрах и телевидению — продолжительность — 3:21:01[11];
- специальная расширенная версия (SEE) — на 62 минуты длиннее, чем прокатный вариант[11] — продолжительность — 4:23:15.

## Версии и сокращения в хронометраже
- В прокатной версии сокращена сцена смерти Деагола. Когда Деагола душит Смеагол, тот дёргает ногами[12].
- Диалог Мерри и Пиппина сокращен до двух фраз[12].
- Полностью удалена сцена убийства Сарумана и смерти Гримы[12].
- Вырезана сцена переговоров с Глашатаем Саурона[12].
- Вырезана также сцена столкновения Гэндальфа и Короля-Чародея у стен Минас-Тирита.

## Награды и номинации
Полный список наград и номинаций на сайте IMDb.com
| Год  | Премия         | Категория                            | Номинант                                                      | Результат |
| ---- | -------------- | ------------------------------------ | ------------------------------------------------------------- | --------- |
| 2004 | Оскар          | Лучший фильм                         | Питер Джексон, Фрэн Уолш и Барри М. Осборн                    | Победа    |
| 2004 | Оскар          | Лучший режиссёр                      | Питер Джексон                                                 | Победа    |
| 2004 | Оскар          | Лучший адаптированный сценарий       | Фрэн Уолш, Филиппа Бойенс и Питер Джексон                     | Победа    |
| 2004 | Оскар          | Лучшая музыка                        | Говард Шор                                                    | Победа    |
| 2004 | Оскар          | Лучшая песня к фильму                | Into the West (Фрэн Уолш, Говард Шор и Энни Леннокс)          | Победа    |
| 2004 | Оскар          | Лучший монтаж                        | Джейми Селкирк                                                | Победа    |
| 2004 | Оскар          | Лучшая работа художника              | Грант Мейджор (постановщик), Дэн Хенна и Алан Ли (декораторы) | Победа    |
| 2004 | Оскар          | Лучший дизайн костюмов               | Найла Диксон и Ричард Тейлор                                  | Победа    |
| 2004 | Оскар          | Лучший звук                          | Кристофер Бойс, Майкл Семаник, Майкл Хеджес и Хэммонд Пик     | Победа    |
| 2004 | Оскар          | Лучшие визуальные эффекты            | Джим Ригель, Джо Леттери, Рэндалл Уильям Кук и Алекс Функе    | Победа    |
| 2004 | Оскар          | Лучший грим                          | Ричард Тейлор и Питер Кинг                                    | Победа    |
| 2004 | Золотой глобус | Лучший фильм (драма)                 |                                                               | Победа    |
| 2004 | Золотой глобус | Лучший режиссёр                      | Питер Джексон                                                 | Победа    |
| 2004 | Золотой глобус | Лучшая музыка                        | Говард Шор                                                    | Победа    |
| 2004 | Золотой глобус | Лучшая песня к фильму                | Into the West (Энни Леннокс)                                  | Победа    |
| 2004 | BAFTA          | Лучший фильм                         | Питер Джексон, Фрэн Уолш и Барри М. Осборн                    | Победа    |
| 2004 | BAFTA          | Лучший режиссёр                      | Питер Джексон                                                 | Номинация |
| 2004 | BAFTA          | Лучшая мужская роль второго плана    | Иэн Маккеллен                                                 | Номинация |
| 2004 | BAFTA          | Лучший адаптированный сценарий       | Фрэн Уолш, Филиппа Бойенс и Питер Джексон                     | Победа    |
| 2004 | BAFTA          | Лучшая музыка                        | Говард Шор                                                    | Номинация |
| 2004 | BAFTA          | Лучшая работа оператора              | Эндрю Лесни                                                   | Победа    |
| 2004 | BAFTA          | Лучшие визуальные эффекты            | Джим Ригель, Джо Леттери, Рэндалл Уильям Кук и Алекс Функе    | Победа    |
| 2004 | BAFTA          | Лучший грим                          | Питер Оуэн, Ричард Тейлор и Питер Кинг                        | Номинация |
| 2004 | BAFTA          | Лучший дизайн костюмов               | Найла Диксон и Ричард Тейлор                                  | Номинация |
| 2004 | BAFTA          | Лучшая работа художника-постановщика | Грант Мейджор                                                 | Номинация |
| 2004 | BAFTA          | Лучший монтаж                        | Джэми Селкирк                                                 | Номинация |
| 2004 | BAFTA          | Лучший звук                          | Дэвид Фармер, Майкл Хопкинс и др.                             | Номинация |
| 2004 | Сатурн         | Лучший фильм-фэнтези                 |                                                               | Победа    |
| 2004 | Сатурн         | Лучший киноактёр                     | Элайджа Вуд                                                   | Победа    |
| 2004 | Сатурн         | Лучший киноактёр второго плана       | Шон Астин                                                     | Победа    |
| 2004 | Сатурн         | Лучшая киноактриса второго плана     | Миранда Отто                                                  | Номинация |
| 2004 | Сатурн         | Лучший режиссёр                      | Питер Джексон                                                 | Победа    |
| 2004 | Сатурн         | Лучший сценарий                      | Фрэн Уолш, Филиппа Бойенс и Питер Джексон                     | Победа    |
| 2004 | Сатурн         | Лучшая музыка                        | Говард Шор                                                    | Победа    |
| 2004 | Сатурн         | Лучшие костюмы                       | Найла Диксон и Ричард Тейлор                                  | Номинация |
| 2004 | Сатурн         | Лучший грим                          | Ричард Тейлор и Питер Кинг                                    | Победа    |
| 2004 | Сатурн         | Лучшие спецэффекты                   | Джим Ригель, Джо Леттери, Рэндолл Уильям Кук и Алекс Функе    | Победа    |
| 2004 | Сатурн         | Лучшее специальное DVD-издание       | Расширенная версия фильма                                     | Победа    |